# 安德里亚·埃利奥特
安德里亚·埃利奥特（1972年12月14日—）是一位美国记者和作家，毕业于哥伦比亚大学新闻学院，主要作品有《看不见的孩子：一座美国城市中的贫困、生存与希望》（Invisible Child: Poverty, Survival & Hope in an American City，获普立茲非小說獎和文津图书奖）等。